# Championnats du monde de pentathlon moderne 1969
Navigation
Édition précédente Édition suivante
Les Championnats du monde de pentathlon moderne 1969 se sont tenus à Budapest, en Hongrie.

## Podiums

### Hommes
| Épreuves    | Or                                                                   | Argent                                       | Bronze                                                       |
| ----------- | -------------------------------------------------------------------- | -------------------------------------------- | ------------------------------------------------------------ |
| Individuel  | Hongrie András Balczó                                                | Union soviétique Boris Onyshchenko           | Suède Björn Ferm                                             |
| Par équipes | Union soviétique Boris Onyshchenko Vyacheslav Byelov Stasys Šaparnis | Hongrie Pál Bakó András Balczó Peter Kelemen | Allemagne de l'Ouest Walter Esser Elmar Frings Karsten Reder |